# Intertoto Cup 1974
De Intertoto Cup was sinds 1967 een mogelijkheid voor ploegen om in de zomer te kunnen blijven voetballen. Deze editie van 1974 werd zoals gebruikelijk gehouden tijdens deze zomerstop. Er werden alleen groepswedstrijden georganiseerd, omdat het onhaalbaar bleek om nog knock-outronden te spelen na de zomerstop. Clubs hadden daarvoor een te druk programma en de UEFA had bepaald dat ploegen die al aan UEFA-toernooien zoals de twee edities van de Europa Cup meededen, niet mochten deelnemen aan andere toernooien.
Aan deze editie van het toernooi deden 40 ploegen mee. Net als vorig jaar waren er tien groepen van vier teams. Elk team speelde zes wedstrijden. Er deden acht ploegen mee uit Zweden; zes uit Tsjecho-Slowakije; vijf uit West-Duitsland; vier uit Denemarken, Oostenrijk, Polen en Zwitserland; drie uit Oostenrijk; twee uit Portugal en één uit België, Frankrijk en Turkije.
Het Zwitserse FC Zürich uit groep één deed het dit toernooi het beste, het haalde elf punten.

## Eindstanden

### Groep 1
| plaats | Club             | Doelpunten | Punten |
| ------ | ---------------- | ---------- | ------ |
| 1.     | FC Zürich        | 14 : 5     | 11     |
| 2.     | Hertha BSC       | 10 : 7     | 7      |
| 3.     | Östers IF        | 7 : 8      | 4      |
| 4.     | Austria Salzburg | 3 : 14     | 2      |

### Groep 2
| plaats | Club               | Doelpunten | Punten |
| ------ | ------------------ | ---------- | ------ |
| 1.     | Hamburger SV       | 14 : 6     | 10     |
| 2.     | Vitória Guimarães  | 15 : 8     | 8      |
| 3.     | Djurgardens        | 9 : 14     | 5      |
| 4.     | Neuchâtel Xamax FC | 7 : 17     | 1      |

### Groep 3
| plaats | Club             | Doelpunten | Punten |
| ------ | ---------------- | ---------- | ------ |
| 1.     | Malmö FF         | 12 : 7     | 9      |
| 2.     | Slavia Praag     | 12 : 8     | 6      |
| 3.     | Austria Wien     | 6 : 12     | 5      |
| 4.     | AS Saint-Étienne | 6 : 9      | 4      |

### Groep 4
| plaats | Club                 | Doelpunten | Punten |
| ------ | -------------------- | ---------- | ------ |
| 1.     | Standard Luik        | 13 : 7     | 8      |
| 2.     | Bohemians Praag      | 10 : 8     | 7      |
| 3.     | Fortuna Düsseldorf   | 10 : 14    | 5      |
| 4.     | Kjøbenhavns Boldklub | 9 : 13     | 4      |

### Groep 5
| plaats | Club              | Doelpunten | Punten |
| ------ | ----------------- | ---------- | ------ |
| 1.     | Slovan Bratislava | 9 : 1      | 10     |
| 2.     | FC Kaiserslautern | 8 : 9      | 6      |
| 3.     | Grasshopper-Club  | 9 : 12     | 5      |
| 4.     | Atvidabergs FF    | 5 : 9      | 3      |

### Groep 6
| plaats | Club           | Doelpunten | Punten |
| ------ | -------------- | ---------- | ------ |
| 1.     | Spartak Trnava | 7 : 5      | 8      |
| 2.     | VOEST Linz     | 13 : 7     | 7      |
| 3.     | Wisła Kraków   | 7 : 5      | 7      |
| 4.     | AIK Stockholm  | 5 : 15     | 2      |

### Groep 7
| plaats | Club          | Doelpunten | Punten |
| ------ | ------------- | ---------- | ------ |
| 1.     | MSV Duisburg  | 24 : 10    | 9      |
| 2.     | Gornik zabrze | 14 : 17    | 6      |
| 3.     | FC Winterthur | 11 : 15    | 5      |
| 4.     | Hvidovre IF   | 8 : 15     | 4      |

### Groep 8
| plaats | Club           | Doelpunten | Punten |
| ------ | -------------- | ---------- | ------ |
| 1.     | Banik Ostrava  | 8 : 3      | 9      |
| 2.     | Legia Warschau | 11 : 4     | 8      |
| 3.     | Vejle BK       | 4 : 9      | 4      |
| 4.     | IFK Norrköping | 4 : 11     | 3      |

### Groep 9
| plaats | Club          | Doelpunten | Punten |
| ------ | ------------- | ---------- | ------ |
| 1.     | VSS Košice    | 21 : 6     | 10     |
| 2.     | ŁKS Łódź      | 8 : 13     | 6      |
| 3.     | Randers Freja | 12 : 11    | 5      |
| 4.     | Sturm Graz    | 6 : 17     | 3      |

### Groep 10
| plaats | Club            | Doelpunten | Punten |
| ------ | --------------- | ---------- | ------ |
| 1.     | CUF Barreiro    | 8 : 5      | 8      |
| 2.     | Landskrona BoIS | 9 : 5      | 7      |
| 3.     | Altay Izmir     | 6 : 9      | 5      |
| 4.     | Hammarby IF     | 7 : 11     | 4      |